# 京佩采尼鄉
44°17′N 24°46′E / 44.283°N 24.767°E
京佩采尼鄉（羅馬尼亞語：Comuna Ghimpețeni, Olt），是羅馬尼亞的鄉份，位於該國南部，由奧爾特縣負責管轄，處於布加勒斯特以西110公里，每年平均降雨量970毫米，海拔高度118米，2007年人口1,771。